# نظرية الاستخدامات والاشباعات
نظرية الاستخدامات والاشباعات هي النظرية التي تلعب دور رئيسي في تفسير العلاقة بين المرسِل «القائم على الوسيلة» والمستقبِل «الجمهور أو المتلقي»، وتعد من أهم النظريات الإعلامية التي تهدف الدراسة إلى النظر إلى الجمهور باعتبارهم مشاركين ايجابيين، ينتقون ما يريدون مشاهدته بناء على حاجتهم النفسية والاجتماعية، ظهرت النظرية في عام 1974م، في كتاب «استخدام وسائل الاتصال الجماهيري» لكاتز وبلومر.

## فروض النظرية
تتلخص الفروض في خمسة نقاط رئيسية تساهم في تحقيق أهداف النظرية:
1. يعد الجمهور عنصر فعال في عملية الاتصال الجماهيري، واستخدامهم لوسيلة معينة يلبي حاجات مقصودة يطمحون للوصول إليها.
2. تختلف الرغبات بين الجمهور وفقاً لأسس كثيرة منها الطبقة الاجتماعية والنوع وغيرها، حيث أن الرغبة هي التي تحدد اختيار الوسيلة الاعلامية وفقاً لاحتياجاتهم.
3. الوسيلة الإعلامية لا تستخدم الجمهور بل الجمهور هو من يستخدمها، فالأفراد يختارون وسائل الإعلام التي تشبع رغباتهم.
4. يختار الجمهور وسائل اعلامية محددة وفقاً لاحتياجاتهم ورغباتهم.
5. يمكن التعرف على القيم السائدة في المجتمع وفقًا لاستخدام الجمهور للوسائل الاعلامية، وليس من خلال المحتوى الذي يتابعه فقط.

## أهداف النظرية
تتحدد الأهداف في ثلاث نقاط أساسية هي:
1. التعرف إلى كيفية استخدام الجمهور لوسائل الإعلام.
2. التعرف إلى دوافع استخدام الفرد لوسيلة إعلامية محددة دون غيرها.
3. فهم عملية الاتصال الجماهيري من خلال التعرف إلى نتائج استخدام الفرد لوسائل الإعلام.

## دوافع تعرض الجمهور لوسائل الإعلام
يُعرف الدافع بأنه حالة نفسية توجه الفرد إلى القيام بسلوك محدد بهدف إشباع حاجة محددة، وتُصَنِف نظرية الاستخدامات والإشباعات دوافع تعرض الجمهور لوسائل الإعلام إلى دافعين رئيسيين، وهما: دوافع نفعية: دوافع اكتساب المعرفة والمعلومات، والتعرف إلى المعلومات والتعرف على الذات، وكسب الخبرات في مجالات الحياة، مثل مشاهدة نشرة الأخبار. دوافع طقوسية: تتمثل الدوافع الطقوسية بكسر الملل، وتمضية الوقت، والاسترخاء، والتهرب من واقع الحياة ومشكلاتها، مثل مشاهدة الأفلام والمسلسلات والبرامج الكوميدية.

## إشباعات تعرض الجمهور لوسائل الإعلام
تقوم نظرية الاستخدامات والإشباعات على أن الفرد يسعى إلى اشباع حاجات معينة، من خلال اختيار نوع الوسيلة والمحتوى الذي يرغب فيه.
وقد قسم لورانس وينر الاشباعات إلى نوعين رئيسين: إشباعات المحتوى: ترتبط بالمحتوى الذي يُقدم في الوسائل الإعلامية، وتنقسم إشباعات المحتوى إلى قسمين: إشباعات توجيهية: تتمثل في مراقبة البيئة المحيطة بالفرد والحصول على المعلومات. إشباعات اجتماعية: تتمثل في ربط المتلقي للمعلومات التي يحصل عليها بعلاقاته الاجتماعية.
إشباعات العملية: ترتبط إشباعات العملية بالوسيلة الإعلامية نفسها، وتنقسم إلى: إشباعات شبه توجيهية مثل الحد من الخوف والقلق، وتعزيز الشعور بالذات والدفاع عنها.  إشباعات شبه اجتماعية: حيث وتتمثل بزيادة علاقة الفرد بالشخصيات الإعلامية، وتزيد للاشخاص المنعزلين اجتماعياً.